# Pedaria renwarti
Pedaria renwarti är en skalbaggsart som beskrevs av Yves Cambefort 1982. Pedaria renwarti ingår i släktet Pedaria och familjen bladhorningar. Inga underarter finns listade i Catalogue of Life.